# Château de Saint-Benoist-sur-Vanne
Le château de Saint-Benoist-sur-Vanne est un château situé à Saint-Benoist-sur-Vanne, en France.

## Description
Le château de Saint-Benoit est une propriété de 100 ha, avec une bâtisse principale remaniée à différentes périodes de l'histoire. Il est protégé par des douves qui entourent la partie principale du château et fermé par un pont-levis. Il a été complétement rénové par son actuel propriétaire. Le pavillon d'entrée, le corps du logis, et ses diverses dépendances ainsi que le magnifique colombier octogonal qui allie à la puissance de sa silhouette la légèreté d'un double clocheton en charpente ont repris toute la force et la beauté d'antan.

## Localisation
Le château est situé sur la commune de Saint-Benoist-sur-Vanne, dans le département français de l'Aube.

## Historique

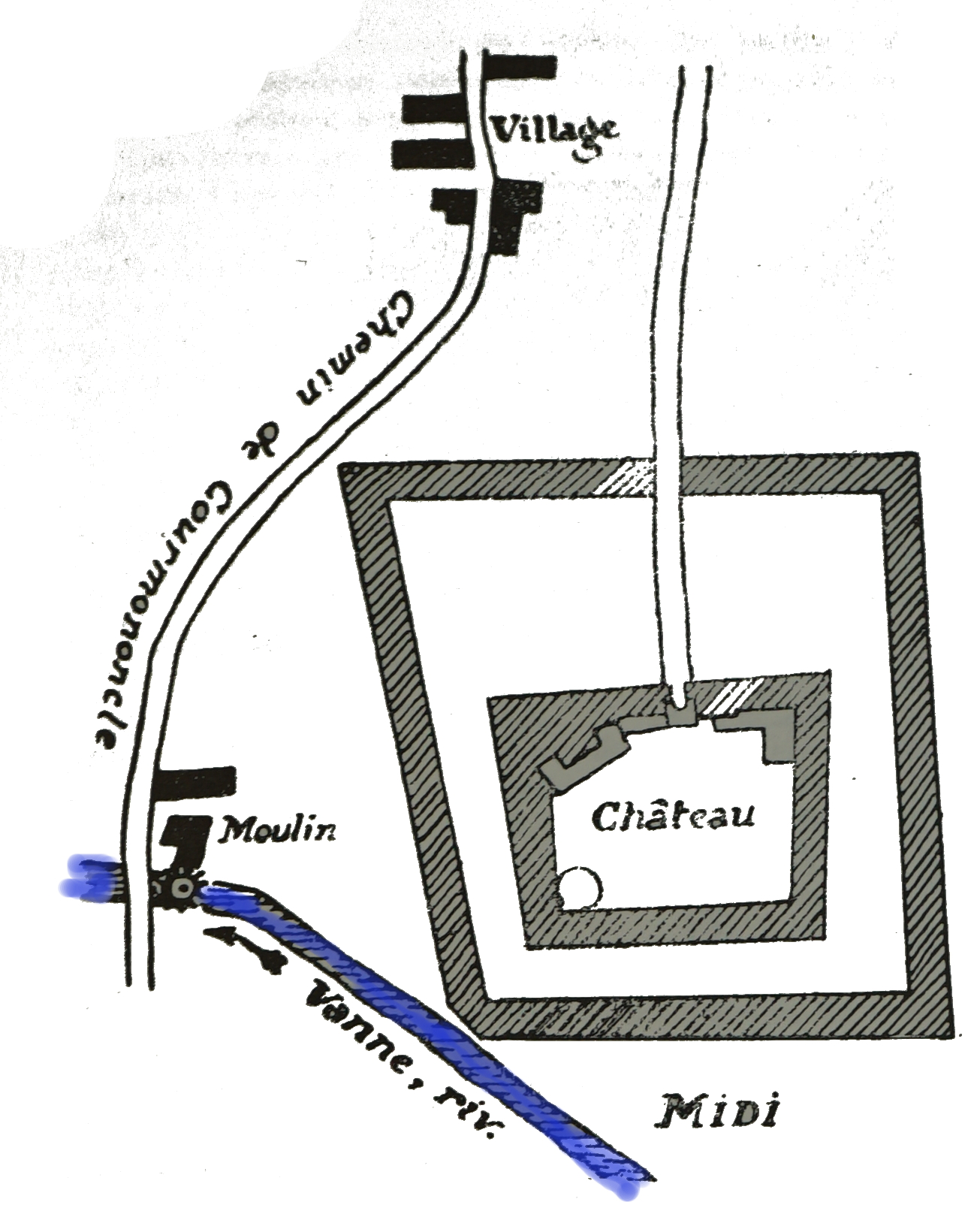
Plan du château

Aujourd'hui propriété de la famille Bertrand, le château de Saint-Benoist a fait l'objet d'une restauration générale, menée avec le concours des monuments historiques. Mais cette apparence puissante et élégante est le fruit de siècles d'histoires…
Situé au fond de la vallée, à proximité de la voie romaine qui menait de Sens à Troyes, le village doit son nom à l'abbaye de Saint-Benoît-sur-Loire, qui au XIe siècle l'avait reçu en don de l'évêque de Troyes.
En 1075, le fief se nommait « Courmorin ». XIIIe siècle : premières traces d'un seigneur du lieu : Hughes de Montreuil.
Vraisemblablement construit par la famille d'Averly qui possédait la terre depuis le milieu du XIVe siècle, cet élégant édifice dut être remanié par Antoine Guerry des Essarts qui épousa en 1542 Jeanne d'Averly.
Saisie en 1555 pour défaut de foi et d'hommage, il dut revenir à Louise des Essarts, épouse de Laurent de Saint Marcel, seigneur d'Avançon. En 1594, les ligueurs de Troyes incendient la maison seigneuriale de Saint-Benoit, et il est noté dans l'acte qu'elle est considérée comme étant en ruine. Il semble qu'elle ne retrouva sa splendeur qu'après 1638 après son rachat par Louise de Cormont.
Elle a en effet le caractère des demeures de l'époque Henri IV- Louis XIII, avec ses étroits pavillons d'angle ses hauts combles à forte pente et ses lucarnes classiques en pierre.
En 1651, le domaine fut racheté par Henri de Longueau et resta dans la famille au travers de mariages et de successions, et vit se succéder différents propriétaires jusqu'à Nicolas-René Peschard d'Ambly, baron de Levoncourt.
La dernière descendante propriétaire, fut Lucie d'Ambly qui épousa avant la Seconde Guerre mondiale Charles Buxtorf représentant d'une dynastie d'industriels troyens.
Au décès de ce dernier, Jean Bertrand, amoureux de la longue histoire de ce château qui commença il y a plus de 6 siècles, décida de retrouver toute la force et la beauté si particulière de ce château qui connut tant de vies. Le château est actuellement occupé par Philippe Bertrand, le fils de Jean, qui perpétue depuis plusieurs années le long travail de réhabilitation et d'embellissement de cette propriété chargée d'histoire.
L'édifice est inscrit au titre des monuments historiques en 1984.